# Колоно
Коло̀но (на италиански: Colonno; на ломбардски: Culòn, Кулон) е село и община в Северна Италия, провинция Комо, регион Ломбардия. Разположено е на 215 m надморска височина, на западния бряг на езеро Лаго ди Комо. Населението на общината е 508 души (към 2017 г.).